# Gerry Brownlee
Gerard «Gerry» Anthony Brownlee (nascut el 1956) és un polític neozelandès i diputat de la Cambra de Representants de Nova Zelanda, representant la circumscripció electoral d'Ilam des de les eleccions de 1996. És membre del Partit Nacional i forma part del gabinet de John Key.

## Inicis
Brownlee va néixer a Christchurch el 1956. Després de realitzar els seus estudis secundaris es va esdevenir fuster. El 1980 va fer-se professor al graduar de l'Escola de Professors de Christchurch (Christchurch Teachers' College). Com a professor treballaria al Col·legi Ellesmere (Ellesmere College) i al Col·legi de Sant Beda (St Bede's College), ambdós a Christchurch.

## Diputat
| Parlament de Nova Zelanda |      |                |        |          |
| Anys                      | Leg. | Circumscripció | Llista | Partit   |
| 1996-1999                 | 45   | Ilam           | 47     | Nacional |
| 1999-2002                 | 46   | Ilam           | 36     | Nacional |
| 2002-2005                 | 47   | Ilam           | 9      | Nacional |
| 2005-2008                 | 48   | Ilam           | 2      | Nacional |
| 2008-2011                 | 49   | Ilam           | 3      | Nacional |
| 2011-actualitat           | 50   | Ilam           | 4      | Nacional |

En les eleccions de 1993 fou candidat del Partit Nacional a la circumscripció electoral de Sydenham. Allí va perdre contra Jim Anderton de l'Aliança.
En les eleccions de 1996 va ser el candidat del partit a Ilam, una nova circumscripció. Allí hi guanyà amb un marge ampli.
En les eleccions de 1999 hi guanyà amb el 47,99% del vot. En segon lloc quedà Alison Wilkie del Partit Laborista.
Tot i el baix rendiment electoral del Partit Nacional en les següents eleccions, les de 2002, Brownlee hi va guanyar a Ilam amb el 46,91% del vot. En segon lloc va quedar Richard James Pole del Partit Laborista.
En les eleccions de 2005 Brownlee va rebre el 53,13% del vot de la seva circumscripció. Julian Blanchard, del Partit Laborista, va quedar en segon lloc amb el 31,27% del vot.
En les eleccions de 2008 va rebre el 56,89% del vot total d'Ilam. Sam Yau, del Partit Laborista, va quedar en segon lloc amb el 24,12% del vot.
En les eleccions de 2011 va ampliar el seu marge electoral a 60,50% del vot. John Parsons, del Partit Laborista, va rebre el 20,34% del vot per quedar en segon lloc. Kennedy Graham del Partit Verd va rebre el 15,35% del vot.

### Ministre
En guanyar el Partit Nacional les eleccions de 2008, Brownlee va esdevenir un dels ministres del gabinet de John Key. A més, va ser elegit el Líder de la Cambra de Representants. Els ministeris que ocupà Brownlee van ser els ministeris de Desenvolupament Econòmic i el d'Energia i Recursos.
A partir de les eleccions de 2011 Brownlee ha estat el ministre per a la Recuperació del Terratrèmol de Canterbury i de Transport.

## Vida personal
Brownlee està casat i té tres fills.